# Aramides calopterus
La cotara alirrufa, cotara plomiza, rascón montés alirrojizo o rascón-montés de ala rojiza  (Aramides calopterus) es una especie de ave gruiforme de la familia Rallidae que vive en Sudamérica.

## Distribución y hábitat
Se encuentra en las selvas húmedas tropicales y ríos de Brasil, Ecuador y Perú.